# Dexter Holland
Dexter Holland, właśc. Bryan Keith Holland (ur. 29 grudnia 1965 w Garden Grove, Kalifornia) – amerykański wokalista i gitarzysta, jeden z założycieli punkowego zespołu The Offspring, właściciel niezależnej wytwórni płytowej Nitro Records, z wykształcenia biolog.

## Życiorys

### Kariera z The Offspring
Po niedostaniu się na koncert Social Distortion w 1984 roku postanowił stworzyć zespół ze szkolnym przyjacielem i kolegą z drużyny cross-country Gregiem Krieselem. Był to zespół Manic Subsidal, którego nazwa została wkrótce zmieniona na The Offspring. Po nagraniu demo w 1988 roku zespół podpisał porozumienie z małą wytwórnia Nemesis Records, dla której nagrał w marcu 1989 pierwszy pełnej długości album zatytułowany po prostu The Offspring. Ten album został ponownie wydany 21 listopada 1995 przez wytwórnię Hollanda Nitro Records.
W 1991 roku zespół podpisał kontrakt z wytwórnią Epitaph Records, dla której nagrywały Bad Religion, L7, NOFX, Pennywise i inne podobne zespoły. Ostatnim albumem nagranym dla wytwórni był Smash z 1994 roku, który nadal posiada rekordową sprzedaż. Zespół podpisał następnie porozumienie z Columbia Records w 1996 roku (chociaż Dexter twierdzi, że Brett Gurewitz, właściciel Epitaphu sprzedał kontrakt Columbii), dla której wydał Ixnay on the Hombre (1997), Americanę (1998), Conspiracy of One (2000), Splintera (2003), Rise And Fall, Rage And Grace (2008) i Days Go By (2012). Days Go By było ostatnim albumem The Offspring nagranym dla Columbia; dwa kolejne albumy, Let the Bad Times Roll (2021) oraz Supercharged (2024) wydane zostały już przez Concord Records.
Bryan Holland urodził się 29 grudnia 1965 w Garden Grove, w hrabstwie Orange jako syn administratora szpitala i nauczycielki. Jest trzecim dzieckiem z 4 rodzeństwa. Jest bratankiem reżysera Toma Hollanda i kuzynem aktora Josha Hollanda.

### Wykształcenie i kariera naukowa
Holland uczęszczał do szkoły Pacifica High School w Garden Grove w Kalifornii. Był zawsze najlepszym uczniem, brał udział w biegach przełajowych i był prezesem koła matematycznego. Później studiował na University of South California (USC), gdzie uzyskał licencjat z biologii, a następnie tytuł magistra z biologii molekularnej. W 1994 zamierzał doktoryzować się w tej dziedzinie – jednak plany te pokrzyżowało mu wydanie płyty Smash i osiągnięcie przez zespół tą płytą tak dużego sukcesu. 
Po powrocie na studia kontynuował swoją pracę badawczą w Laboratorium Onkologii Wirusowej, w Keck School of Medicine, będącej częścią University of South California. 
11 maja 2017 roku uzyskał stopień doktora w dziedzinie biologii molekularnej. Jego praca doktorska dotyczyła odkryć w genetyce, które mogą się przyczynić do poznania mechanizmów obrony organizmu przed wirusem HIV.

### Życie osobiste
12 sierpnia 1995 ożenił się ze stylistką fryzur Kristine Luna, współautorką piosenki „Session” z albumu Ignition, z którą rozwiódł się w 2012 roku. W 2013 poślubił Amber Sasse.
Ma córkę Alexę z poprzedniego związku. Jej matka zginęła w 1994 w wypadku samochodowym. Prawdopodobnie jej poświęcił piosenkę Gone Away.

### Zainteresowania i filantropia
Dexter jest właścicielem niezależnej wytwórni płytowej Nitro Records, którą założył z Gregiem K. w 1994. Razem z Jello Biafra, założył fundację FSU, która ma na celu promowanie „sprawiedliwości ekonomicznej”.
Dexter ma licencję pilota i własny samolot o nazwie Anarchy Airlines. W 2004 roku odbył podróż dookoła świata w 10 dni samolotem Cessna Citation.
W 2006 roku uczestniczył w Los Angeles Marathon, aby zebrać pieniądze na rzecz The Innocence Project (kliniki zajmującej się badaniami DNA w sprawach dotyczących ustalania ojcostwa lub osób skazanych za gwałt).
Ma własną markę pikantnego sosu, Gringo Bandito, która od 4 stycznia 2016 r. jest dostępna na rynku polskim.
Dexter interesuje się samolotami i lataniem, surfingiem oraz grami wideo.

## Używany sprzęt
Dexter na co dzień używa gitar marki Ibanez RG, wykonanych z drewna mahoniowego. Podczas pracy nad albumem „Rise and Fall, Rage and Grace” używał gitary marki Gibson. Używa także wzmacniacze Mesa Boogie i Bogner oraz przetworniki marki Furman.